# Peugeot type 1504
Le Peugeot type 1504 est un modèle de camion fabriqué par Peugeot pendant la Première Guerre mondiale.

## Historique
En 1914, Peugeot décide d'équiper sa gamme de camions d'une transmission à cardan en remplacement de la transmission à chaîne. Le camion type 504 (charge utile 3 t) est donc remplacé par le type 1514. Celui-ci, qui reçoit également des roues en acier coulé (et non en bois comme sur le 504), est présenté en deux exemplaires au concours de poids lourds organisé par le ministère de la Guerre français en juillet 1914. Le déclenchement de la guerre mène à la mobilisation de tous les camions engagés dans le concours.
Peugeot lance la production en série de son camion de 3 t avec le modèle 1504, semblable au type 1514 du concours. Deux variantes sont produites à Sochaux, le 1504 A à embrayage à disque et le 1504 B à embrayage à cône (en). Le type 1504 sert notamment dans les sections de transport de matériel.
Après la production de 1 597 exemplaires, le type 1504 est remplacé en 1916 par le type 1524,.

## Conception
Le type 1504 est équipé d'un moteur à essence Peugeot IM, à quatre cylindres 90 × 150 mm. Son régime maximum est de 1 400 tr/min et il développe une puissance fiscale de 17 HP.
La vitesse maximale est d'environ 25 à 30 km/h mais les vibrations induites par les roues à bandage ne permettent pas de dépasser 25 km/h sans provoquer une usure rapide du châssis.
L'empattement est de 3,9 m et le plateau arrière est long de 4,3 m. Le poids à vide est de 3,225 t et la charge utile est de 3 t (une variante à 2,5 t est également produite).